# Telford (Pennsylvanie)
Telford est un borough situé en limite des comtés de Bucks et Montgomery, en Pennsylvanie, aux États-Unis,. En 2010, il comptait une population de 4 872 habitants. Il est incorporé le 17 décembre 1897.

## Démographie
Lors du recensement de 2010, le borough comptait une population de 4 872 habitants. Elle est estimée, le 1er juillet 2019, à 4 905 habitants.

### Source de la traduction
- (en) Cet article est partiellement ou en totalité issu de l’article de Wikipédia en anglais intitulé « Telford, Pennsylvania » (voir la liste des auteurs).